# Tarenna borneensis
Tarenna borneensis là một loài thực vật có hoa trong họ Thiến thảo. Loài này được Valeton miêu tả khoa học đầu tiên năm 1910.